# 거트루드 쇼트
거트루드 쇼트(Gertrude Short, 1902년 4월 6일 ~ 1968년 7월 31일)는 미국의 배우, 영화배우이다.

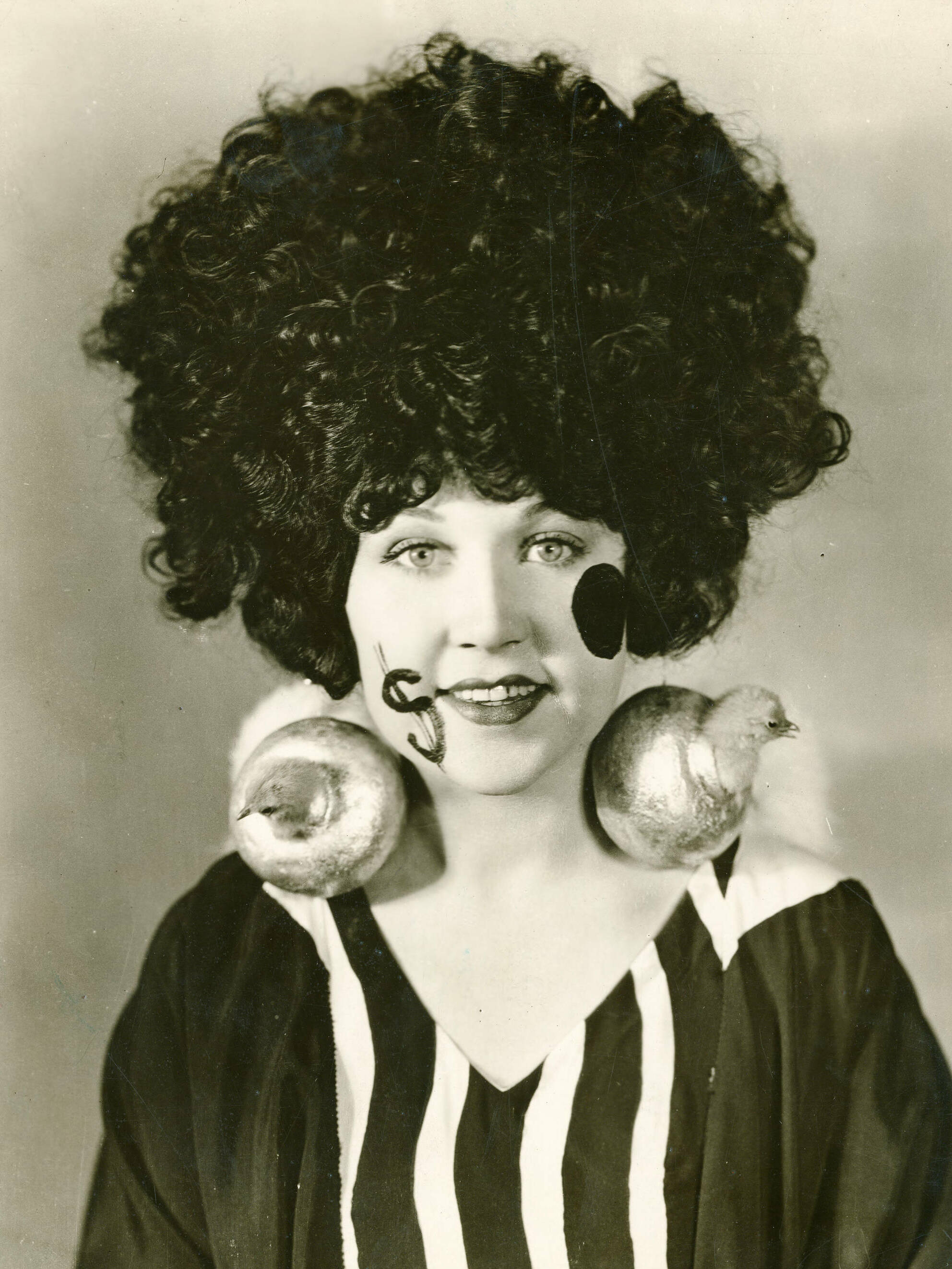
거트루드 쇼트 (1925년)

## 영화
- 톰 딕 앤 해리 (1941년) - 브리지 메이트런 역
- 브로드웨이 세레나데 (1939년)
- 맨하튼 메리-고-라운드 (1937년)
- 빅 브로드캐스트 오브 1937 (1936년)
- 해피니스 어헤드 (1934년) - 파티 리벌러 역
- 그림자 없는 남자 (1934년)
- 걸 인 419 (1933년)
- 금발의 비너스 (1932년)
- 브로드웨이의 황금광들 (1929년)